# 北方之河
北方之河，是日本純種競賽馬匹。生涯活躍於短途一哩賽事，曾勝出雅靈頓盃，於轉戰泥地後更接連斬獲亮星錦標、東京短途錦標及東京盃冠軍，亦成功連霸埼玉盃。

## 出賽前
2008年4月12日出生於北海道安平町北部牧場，成長途中於拍賣會上被馬主林正道以5880萬日圓購入，同時亦為其首匹擁有的賽駒。
其後交由栗東訓練中心練馬師淺見秀一訓練。

## 競賽生涯

### 2歲
2010年9月11日出戰札幌競馬場2歲新馬戰，比賽途中於先頭位置推進，但最終仍然敗於Reve d'Essor取得第二。
其後出戰2歲未勝利戰，比賽途中選擇於後方位置追走，在直路上發起猛烈衝刺迫近前方賽駒，但最終仍然落後Caldo Brezza及Admire Bourton取得第三。

### 3歲
2011年於年初出戰3歲新馬戰，維持於先頭位置下保持優勢，在直路上迅速透出不斷拉開後方對手，最終以8馬位優勢取得首勝。
其後出戰3歲500萬獎金以下條件戰，本次比賽再度採用前置戰術，在直路上迅速加速展開衝刺，最終以2 1/2馬位取得連勝。
2月26日回師草地出戰雅靈頓盃，比賽初段選擇保持於第五左右的位置推進，在通過彎道時候放慢速度並抽出外檔取位。進入直路後，其隨即以優秀的反應展開加速並超越前方所有對手，最終壓贏協榮漫畫以三連勝姿態取得首個分級賽冠軍，同時亦令鞍上的騎師武豐連續25年均取得中央分級賽優勝。
4月24日順利進軍後皋月賞，然而一直於後方位置未能加速下以第十五大敗，出戰東京優駿（日本打吡）亦因為失速而取得第十七。
賽後，其更被發現患有肌腱炎，進入休養狀態下跳過4歲生涯。

### 5歲
2013年復出並以泥地賽事作為主軸，雖然於首戰浪速錦標未能發揮實力僅跑獲第六，但於其後的春風錦標及深草錦標成功找回狀態，分別跑獲亞軍及冠軍下再度進入公開組。
7月14日再次嘗試挑戰草地賽事，但於巴登巴登盃中在直路上的衝勢不足，僅以第六的戰績完賽。
夏季前往地方出戰星團盃，本次比賽其維持於第六左右的位置推進，於直路發揮不俗的表現下稍微加速上前，最終以第三的戰績完賽。
入秋後主要以公開賽作為目標，出戰危宿三錦標及柏修斯錦標以第五和第四落敗後選擇進軍京都秋葉高級賽，最終成功在直路上衝出並壓贏Narita Super One取勝。
年末再度挑戰分級賽出戰亮星錦標，出閘後順利搶前並保持於第四的位置，在彎道處稍微推出望空。進入直路後，其隨即在中內爛的位置展開衝刺，超越前方的賽駒下再力拒瑞草祥龍的攻勢，以頸位優勢取得第二個冠軍。

### 6歲
2014年年初出戰根岸錦標，維持穩定的姿態於先頭位置推進下於直路逐步透出，取得領先後嘗試堅守位置，但可惜最終仍然被Gorski超越以第二落敗。
2月以一級賽二月錦標作為目標，雖然賽前為第十一人氣的冷門馬，但於比賽途中一直緊守先頭有利位置，於直路以不俗的反應加速下僅敗於小林歷奇、北港火山及巴比倫王取得第四。
其後前往地方出戰東京短途錦標，比賽途中順應節奏保持於第五的位置，於直路上在中檔位置開步加速，最終一口氣衝出下以3馬位優勢戰勝對手取得冠軍。
4月29日出戰杜若紀念，本次比賽選擇稍為後置的戰術，在中後方約莫第九的位置等待時機。進入直路後，其以不俗的走勢於外檔位置徐徐來襲，可惜於最後一步時未能趕過Tagano Zingaro下以鼻位陷負。
1個月後繼續挑戰埼玉盃，比賽初段進佔先頭第五的位置穩步推進，於通過彎道彎道時候未見有太大動作，直至直路初段才逐步展開衝刺。直路中段，其經已進入全速狀態並逐步緊迫前方的對手，最終跑出全場最快末腳速度下在終點線前追上Tokino Excellent取得第四個分級賽冠軍。
7月返回中央賽場以子犬座錦標作為目標，但受限於頂磅58公斤下未能在直路跑出相對的優勢，最終以第四的戰績完賽。
休養過後在10月出戰東京盃，本次比賽處於第七的位置展開賽事，於比賽途中一直維持平穩的節奏，位置並未有太大起伏。進入直路後，其於中檔位置展開猛烈的攻勢，最終轟出後600米35.1秒的末腳速度下戰勝華倫之夢取得冠軍。
11月3日出戰日本育馬場盃短途賽，雖然於比賽途中一直維持於先頭位置，但在直路上僅能跑出均速的表現，最終敗於華倫之夢、Satono Tiger、大成傳奇及Sei Crimson取得第五。
年末前往挑戰亮星錦標尋求連霸，然而完全未能跑出勢頭下以第十二大敗。

### 7歲
2015年直接以東京短途錦標作為首戰，但於直路上後上不及下被前方領放的Danon Legend及Shigeru Kaga取得第三。
5月27日出戰埼玉盃，比賽初段進佔先頭第四的位置，在第三彎道處稍微加速上前，在最後彎道時經已在第二的位置。進入直路後，其以絕佳的狀態展開衝刺，逐步彈離對手下未有受到任何威脅，最終以4馬位優勢輕鬆取得連霸。
休養近半年後再度挑戰日本育馬場盃短途賽，然而面對大爛地下無法在直路維持速度，最終失速下以第八落敗。
完成以上賽事後，陣營決定安排其退役，並於12月23日取消日本中央競馬會的賽駒註冊。

### 詳細賽績
| 日期       | 舉辦國家 | 馬場   | 距離   | 級別   | 賽事名稱           | 負重 | 騎師     | 馬號 | 出馬 | 名次 | 時間   | 頭馬（二馬）         |
| ---------- | -------- | ------ | ------ | ------ | ------------------ | ---- | -------- | ---- | ---- | ---- | ------ | -------------------- |
| 11/9/2010  | 日本     | 札幌   | 草1500 |        | 2歲新馬            | 54   | 四位洋文 | 9    | 14   | 2    | 1:32.5 | Reve d'Essor         |
| 25/12/2010 | 日本     | 阪神   | 草1600 |        | 2歲未勝利          | 55   | 武豐     | 14   | 18   | 3    | 1:36.5 | Caldo Brezza         |
| 16/1/2011  | 日本     | 京都   | 泥1400 |        | 3歲未勝利          | 56   | 武豐     | 4    | 16   | 1    | 1:26.1 | （Melot）            |
| 30/1/2011  | 日本     | 京都   | 泥1400 |        | 3歲500萬獎金以下   | 56   | 四位洋文 | 7    | 15   | 1    | 1:26.1 | （Kimon Red）        |
| 26/2/2011  | 日本     | 阪神   | 草1600 | GIII   | 雅靈頓盃           | 56   | 武豐     | 12   | 13   | 1    | 1:34.2 | （Kimon Red）        |
| 24/4/2011  | 日本     | 東京   | 草2000 | GI     | 皋月賞             | 57   | 四位洋文 | 13   | 18   | 15   | 2:02.2 | 黃金巨匠             |
| 29/5/2011  | 日本     | 東京   | 草2400 | GI     | 東京優駿           | 57   | 彭利力   | 18   | 18   | 17   | 2:35.1 | 黃金巨匠             |
| 16/3/2013  | 日本     | 阪神   | 泥1200 |        | 浪速錦標           | 57   | 四位洋文 | 8    | 15   | 6    | 1:11.9 | Dasher One           |
| 31/3/2013  | 日本     | 中山   | 泥1200 |        | 春風錦標           | 57   | 和田龍二 | 11   | 16   | 2    | 1:10.9 | Laugh Away           |
| 19/5/2013  | 日本     | 京都   | 泥1200 |        | 深草錦標           | 57   | 幸英明   | 16   | 16   | 1    | 1:10.7 | （鷹隼翱翔）         |
| 14/7/2013  | 日本     | 福島   | 泥1200 | OP     | 巴登巴登盃         | 55   | 內田博幸 | 2    | 16   | 6    | 1:10.9 | 不朽名駒             |
| 14/8/2013  | 日本     | 盛岡   | 泥1200 | JpnIII | 星團盃             | 55   | 武豐     | 10   | 14   | 3    | 1:09.6 | Love Michan          |
| 14/9/2013  | 日本     | 阪神   | 泥1400 | OP     | 危宿三錦標         | 56   | 幸英明   | 11   | 12   | 5    | 1:23.7 | Admire Sagace        |
| 5/10/2013  | 日本     | 東京   | 泥1400 | OP     | 柏修斯錦標         | 56   | 內田博幸 | 8    | 16   | 4    | 1:23.0 | Gorski               |
| 24/11/2013 | 日本     | 京都   | 泥1400 | OP     | 京都秋葉公開賽     | 56   | 和田龍二 | 2    | 16   | 1    | 1:23.4 | （Narita Super One） |
| 8/12/2013  | 日本     | 中山   | 泥1200 | GIII   | 亮星錦標           | 56   | 四位洋文 | 1    | 16   | 1    | 1:10.7 | （瑞草祥龍）         |
| 2/2/2014   | 日本     | 東京   | 泥1400 | GIII   | 根岸錦標           | 57   | 蛯名正義 | 9    | 16   | 2    | 1:23.5 | Gorski               |
| 23/2/2014  | 日本     | 東京   | 泥1600 | GI     | 二月錦標           | 57   | 戶崎圭太 | 6    | 16   | 4    | 1:36.4 | 小林歷奇             |
| 2/4/2014   | 日本     | 大井   | 泥1200 | JpnIII | 東京短途錦標       | 56   | 蛯名正義 | 13   | 16   | 1    | 1:10.7 | （Sei Crimson）      |
| 29/4/2014  | 日本     | 名古屋 | 泥1400 | JpnIII | 杜若紀念           | 56   | 蛯名正義 | 8    | 12   | 2    | 1:27.2 | Tagano Zingaro       |
| 28/5/2014  | 日本     | 浦和   | 泥1400 | JpnII  | 埼玉盃             | 56   | 蛯名正義 | 3    | 12   | 1    | 1:26.7 | （Tokino Excellent） |
| 13/7/2014  | 日本     | 中京   | 泥1400 | GIII   | 子犬座錦標         | 58   | 蛯名正義 | 13   | 16   | 4    | 1:22.8 | Best Warrior         |
| 1/10/2014  | 日本     | 大井   | 泥1200 | JpnII  | 東京盃             | 57   | 蛯名正義 | 5    | 11   | 1    | 1:10.2 | （華倫之夢）         |
| 3/11/2014  | 日本     | 盛岡   | 泥1200 | JpnI   | 日本育馬場盃短途賽 | 57   | 蛯名正義 | 1    | 16   | 5    | 1:09.3 | 華倫之夢             |
| 14/12/2014 | 日本     | 中山   | 泥1200 | GIII   | 亮星錦標           | 58   | 三浦皇成 | 3    | 15   | 12   | 1:10.8 | Danon Legend         |
| 8/4/2015   | 日本     | 大井   | 泥1200 | JpnIII | 東京短途錦標       | 57   | 蛯名正義 | 13   | 14   | 3    | 1:11.3 | Danon Legend         |
| 27/5/2014  | 日本     | 浦和   | 泥1400 | JpnII  | 埼玉盃             | 57   | 蛯名正義 | 10   | 11   | 1    | 1:26.7 | （Trois Bonheur）    |
| 3/11/2014  | 日本     | 大井   | 泥1200 | JpnI   | 日本育馬場盃短途賽 | 57   | 蛯名正義 | 7    | 16   | 8    | 1:11.9 | 哥連寶莉             |

## 退役後
退役後，北方之河成為了配種馬，於北海道新冠町優駿Stallion Station休養，在2016年進行配種，配種費為20萬日圓。首批子嗣於2017年出生。首批子嗣可於2019年出賽，在10月26日已經有中央的賽駒在新馬賽中取勝。
2020年，其被轉移至青森縣東北町東北牧場，繼續進行配種工作。

## 血統簡介
父系愛麗速子爲日本賽駒，生涯四戰四勝，以無敗姿態勝出2001年皋月賞，但因傷病提早退役配種，因而被人稱謂「幻之三冠馬」。祖父週日寧靜是美國三冠賽雙軍馬，退役後在日本配種，在日本馬壇相當成功，贏得多項分級賽事，其子嗣贏得巨額獎金。
母系Soninke為英國馬匹，生涯無出賽記錄。外祖父Machiavellian爲美國出身的法國賽駒，生涯戰績優秀，曾勝出一級賽莫尼大賽及撒拉曼德大賽。

### 血統表
| 父線：週日寧靜系（Halo系）            |                              |               |                    |
| 種馬 愛麗速子 1998年（栗色）          | 週日寧靜 1986年（棕色）      | Halo          | Hail to Reason     |
| 種馬 愛麗速子 1998年（栗色）          | 週日寧靜 1986年（棕色）      | Halo          | Cosmah             |
| 種馬 愛麗速子 1998年（栗色）          | 週日寧靜 1986年（棕色）      | Wishing Well  | Understanding      |
| 種馬 愛麗速子 1998年（栗色）          | 週日寧靜 1986年（棕色）      | Wishing Well  | Mountain Flower    |
| 種馬 愛麗速子 1998年（栗色）          | 愛麗花 1987年（棗色）        | Royal Ski     | Raja Baba          |
| 種馬 愛麗速子 1998年（栗色）          | 愛麗花 1987年（棗色）        | Royal Ski     | Coz Onijinsky      |
| 種馬 愛麗速子 1998年（栗色）          | 愛麗花 1987年（棗色）        | Agens Lady    | Remand             |
| 種馬 愛麗速子 1998年（栗色）          | 愛麗花 1987年（棗色）        | Agens Lady    | Ikoma Eikan        |
| 繁殖雌馬 Soninke 1996年（棗色）       | Machiavellian 1987年（棗色） | 淘金者        | Raise A Native     |
| 繁殖雌馬 Soninke 1996年（棗色）       | Machiavellian 1987年（棗色） | 淘金者        | Gold Digger        |
| 繁殖雌馬 Soninke 1996年（棗色）       | Machiavellian 1987年（棗色） | Coup de Folie | Halo               |
| 繁殖雌馬 Soninke 1996年（棗色）       | Machiavellian 1987年（棗色） | Coup de Folie | Raise the Standard |
| 繁殖雌馬 Soninke 1996年（棗色）       | Sonic Lady 1983年（棗色）    | 雷利耶夫      | 北地舞人           |
| 繁殖雌馬 Soninke 1996年（棗色）       | Sonic Lady 1983年（棗色）    | 雷利耶夫      | Special            |
| 繁殖雌馬 Soninke 1996年（棗色）       | Sonic Lady 1983年（棗色）    | Stumped       | Owen Anthony       |
| 繁殖雌馬 Soninke 1996年（棗色）       | Sonic Lady 1983年（棗色）    | Stumped       | Luckhurst          |
| 雌系：Sonic系（號族：B3）             |                              |               |                    |
| 五代內近親交配：Halo 3×4、Natalma 5×5 |                              |               |                    |

## 命名由來
名字Northern River（ノーザンリバー）聯想自生產者北部牧場之名字，帶有「傳承生產牧場歷史，像河流匯聚成大海」（生産牧場の歴史を脈々と引き継ぎ、大海へ通じる願いを込めて）這層寓意，澳門則取其意，翻譯為「北方之河」。

## 外部連結
- 北方之河 netkeiba.com （页面存档备份，存于）
- 血統表 （页面存档备份，存于）